# Carlos Cerda (escritor)
Carlos Cerda (Santiago, 1942-19 de octubre de 2001) fue un escritor chileno.

## Biografía
Comenzó sus estudios en la Ciudad del Niño:

[Una escuela] para niños en situación irregular, [...] que habían sido recogidos de la calle para evitar que se incorporaran a la delincuencia o simplemente para rescatarlos de la miseria, porque vivían en la Vega Central. Yo no provenía del Mapocho ni de la Vega, afortunadamente, pero como un tío era el director, le pareció que iba a ser una buena experiencia para mí estudiar en ese establecimiento. Y yo me alegro mucho de esa decisión tan sabia, porque creo que buena parte de las convicciones que no me abandonan se deben a esa experiencia que tuve desde muy niño.
Carlos Cerda.

Posteriormente, finalizó sus estudios en el Instituto Nacional, donde fue compañero de Manuel Silva Acevedo, Premio Nacional de Literatura en 2016.
Se graduó en filosofía en el Instituto Pedagógico de la Universidad de Chile —donde fue presidente del Centro de Alumnos y del cual posteriormente sería docente— y más tarde se doctoró en literatura en la Universidad de Humboldt.
Por su militancia comunista, después del golpe de Estado de 1973, se exilió primero en Colombia y después en la República Democrática Alemana, experiencia recreada por algunos personajes de sus novelas. Estudió alemán en el Herder Institut y, además de hacer el doctorado en la Universidad de Humboldt impartió allí mismo, entre 1979 y 1984, un curso de Literatura Latinoamericana; también colaboró en aquellos años en la principal revista de la emigración, Araucaria, dirigida por Volodia Teitelboim.
Regresó a Chile en 1985 y se integró en el Teatro Ictus. Su relación con el teatro había comenzado en la infancia, en la Ciudad del Niño.

Ahí había clases hasta las doce del día y a partir de ese momento algunos alumnos se dedicaban al fútbol, a otros deportes, a la jardinería, a la música, al baile, a la filatelia, a los talleres literarios, y yo escogí el teatro. Y por alguna razón fui designado para escribir las obras que representábamos, que eran historias infantiles llenas de imaginación, de mucho vuelo fantasioso... Ahí empecé a darme cuenta de que había un tipo de escritura distinta de la que copiaba del pizarrón en mi cuaderno; descubría que con aquellas cosas que yo ponía en el mismo cuaderno, cuando era el libreto que usaban mis compañeros y eso se decía fuerte en un escenario y la gente escuchaba, pasaba algo. Es decir, descubrí, a lo mejor en el teatro y no en la literatura, que el lenguaje no es neutro, que las palabras están cargadas no sólo de sentido sino de fuerte connotaciones afectivas, y que quizás el instante más privilegiado y desde el cual puede empezar a crecer la idea de que uno puede ser escritor es justamente cuando se produce esa experiencia radical, esa experiencia límite a la que dan origen las palabras".
Carlos Cerda.

Cuentista y dramaturgo, fue con Morir en Berlín —su segunda novela aparecida en Chile en 1993; la primera la había publicado en alemán en el exilio 15 años antes— que se consagró como uno de los escritores «más sólidos del Chile de la transición». Esta novela forma parte de una trilogía, junto con Una casa vacía (1996), que llevará al teatro junto al actor y profesor Raúl Osorio, y Sombras que caminan (1999). Las tres novelas serán publicadas juntas en un libro por Alfaguara Chile en 2003.
Fue gran amigo y estudioso de José Donoso, continuó con una serie de talleres en la Biblioteca Nacional que llevaron su nombre. Además, escribió ensayos sobre la obra de Donoso y adaptó al teatro una de sus novelas.
Murió de una hemorragia interna derivada de un cáncer. Dirigía la carrera de Literatura en la Universidad Diego Portales y preparaba un conjunto de ensayos filosóficos que pensaba titular Seis personajes en busca de un lector. Póstumamente, su viuda, la filósofa y pintora Mariana Herrera, entregó a Alfaguara materiales que estaban en el computador de Cerda. De ahí nació el libro El espíritu de las leyes, que su editor, Carlos Orellana, considera que «componen una suerte de mosaico representativo del trabajo de Carlos Cerda».

## Estilo
El escritor Álvaro Bisama ha dicho que «la prosa de Cerda (elaborada, personal a pesar de su cuño donosiano) siempre jugó a cierta honestidad nostálgica que lo hacía un escritor tardío pero necesario, que escribía a contrapelo de las modas y razonaba con una ética propia no siempre cómoda».

## Obras
- El leninismo y la victoria popular, ensayo, Santiago, 1971
- La noche del soldado, teatro, Dresde, 1976
- Encuentro con el tiempo, cuentos, publicados en alemán, Berlín, 1976
- Pan de pascua, novela, publicada en alemán, Berlín, 1978
- Lo que está en el aire, teatro, Santiago, 1986
- Por culpa de nadie, cuentos, Santiago, 1986
- José Donoso: originales y metáforas, ensayo, Santiago, 1988
- Este domingo, teatro, Santiago, 1990; adaptación de la novela homónima de José Donoso
- Morir en Berlín, novela, Santiago, 1993
- Primer tiempo, Santiago, Andrés Bello, 1995; contiene 8 cuentos:
  - Dos botellas de vino; Clases particulares; La tarde mirando pájaros; Esplendor y agonía de los caballos; El silencio; Iniciación; Historia del Führer y Balcones con banderas
- Una casa vacía, novela, Santiago, 1996
- Sombras que caminan, novela, Santiago, 1999
- Escrito con L, Alfaguara, 2001; contiene 8 cuentos con prólogo de Skármeta:
  - 505 o Ferrobádminton""; Manola o una cuestión de táctica; Berlín, un cuento de invierno; El estudiante de Leipzig; El afiche; La vida virtual; La sombra del árbol y Escenas junto al Muro
- El espíritu de las leyes, Santiago, 2005

## Premios
- Premio Municipal de Literatura de Santiago 1991, categoría teatro, junto con José Donoso por Este domingo (adaptación de la novela homónima de Donoso)
- Premio Municipal de Literatura de Santiago 1997 por Una casa vacía
- Premio Mejores Obras Literarias Publicadas 1997 por Una casa vacía (Consejo Nacional del Libro y la Lectura)
- Premio del Círculo de Críticos de Arte por Una casa vacía
- Finalista del Premio Altazor 2002 con Escrito con L